# Stolonivector fiordlandiae
Stolonivector fiordlandiae är en bladmossart som först beskrevs av Eliza Amy Hodgson, och fick sitt nu gällande namn av J.J.Engel. Stolonivector fiordlandiae ingår i släktet Stolonivector och familjen Lophocoleaceae. Inga underarter finns listade i Catalogue of Life.